# Turtzioz / Trucios
Turtzioz / Trucios (baskiska: Turtzioz) är en kommun i Spanien.   Den ligger i Biscayaprovinsen i den autonoma regionen Baskien i norra delen av landet, 300 km norr om huvudstaden Madrid. Antalet invånare är 515 (2024). Arean är 25,99 kvadratkilometer. Turtzioz / Trucios gränsar till Valle de Villaverde, Karrantza Harana / Valle de Carranza, Rasines, Guriezo, Castro-Urdiales och Artzentales. 